# 장기려
장기려(張起呂, 1911년 10월 5일~1995년 12월 25일)는 대한민국의 외과 의사이다. 부산복음병원 원장, 부산청십자병원 명예원장 등을 지냈다. 본관은 안동(安東)이다.

## 경력
- 1932.04 ~ 1940.02 경성의학전문학교 외과 조수 및 강사
- 1940.03 ~ 1945.08 평양 연합기독(기홀)병원 외과 과장
- 1945.11 ~ 1946.12 평앙도립병원장
- 1947.01 ~ 1950.11 평양의과대학 외과 교수
- 김일성종합대학 의과대학 교수
- 1950.12 ~ 1951.06 부산 제3육군병원 외과 근무 (군속)
- 1951.07 ~ 1976.06 부산복음병원 초대 원장 (설립)
- 1953.03 ~ 1956.09 서울대학교 의과대학 외과교수
- 거창고등학교 이사
- 1956.09 ~ 1961.10 부산대학교 의과대학장 및 외과 교수
- 신앙생활 성경모임인 정기간행물 '부산모임’ 발행
- 한국 최초로 간암 환자 대량 간 절제술 시행
- 1965.03 ~ 1972.12 서울 가톨릭대학교 의과대학 외과 교수
- 부산 복음간호전문대학장
- 1968.05 ~ 1989.06 청십자의료보험조합 설립, 대표이사
- 한국 간 연구회 초대 회장 (설립)
- 청십자병원장 (설립)
- 부산 복음병원장 정년 퇴임
- 거제도 고현보건원 봉사
- 1976.10 부산아동병원장 겸 이사장
- 1976.11 ~ 1993.04 한국청십자사회복지회 대표이사
- 1979.03 인제대학교 의과대학 부속 인제대학교 부산백병원 명예원장
- 1983.03 청십자병원 명예원장
- 1985.03 ~ 1994.12 한국장애자 재활협회 부산지부장
- 1993.04 한국청십자 사회복지회 명예 대표이사

## 일생과 업적

### 의학 공부
장기려는 1911년 평안북도 용천에서 아버지 장운섭과 어머니 최윤경 사이에서 둘째 아들로 출생하였으며, 1928년 송도고보를 졸업하고 1936년 경성의학전문학교를 졸업하였고, 그 후 외과의사 백인제의 제자로서 수련하였다. 당시 병원에 입원 중이던 소설가 춘원 이광수가 장기려를 알게 되어 소설 《사랑》 의 주인공 "안빈" 의 모델로 삼았다는 설이 유력하나, 장기려 자신은 춘원이 창작한 소설 속의 인물이 아니라며 부인하였다.

### 한국 최초 간암 절제술
1932년 경성의학전문학교를 수석 졸업하고, 당대 최고의 외과의사였던 백인제 교수의 지도를 받아 외과학에 입문했다. 1936년까지 약 270건의 실험에 바탕한 “충수염 및 충수염성 복막염의 세균학적 연구”로, 1940년 나고야 제국대학에서 의학박사 학위를 받았고, 1947년 평양의과대학, 김일성종합대학의 외과 교수를 지냈다. 1950년 12월 한국동란의 혼란 중에 처자를 두고 차남 장가용과 함께 월남하였고, 서울대학교 의과대학 외과 교수가 되었다. 1951년 1월 부산 서구 암남동에 현 고신의료원의 전신인 복음병원을 세워 피난민 등 가난한 사람을 무료진료하면서 1976년 6월까지 25년간 복음병원 원장으로서 인술을 베풀었다.
이후 한국인에게 발병률이 매우 높은 간암으로 연구를 넓혀 1943년 한국 최초로 간암 환자의 간암 덩어리를 간에서 떼어내는데 성공하였고, 1959년에는 간암 환자의 간 대량절제술에 성공하였다. 후속 연구로 ‘간내 혈관 및 담관계의 형태학적 연구’를 비롯해 ‘간 절제술의 절제단의 처치법’과 ‘간경변증시 간 절제의 한계 및 간의 급성 실조시 대상의 방법들에 관한 실험’ 등을 진행했다. 이러한 연구를 바탕으로 1959년 원발성간암에 대한 간우협절제수술(간 대량 절제수술)에 성공했다. 이후에도 간 연구를 지속하여 1979년에는 20년간 한국에서 실시된 189건의 간 대량 절제 수술의 사례를 수집 및 분석하여 간암의 부위에 따라 수술법을 달리하는 방법을 개발하기도 했다.
1974년 한국간연구회 창립을 주도하여 초대회장을 맡았으며, 대한민국 최초의 의료 협동조합인 청십자를 운영하기도 했고, 장미회 창설, 부산 생명의 전화 설립, 장애자재활협회 부산지부 창립에도 앞장섰다.

### 의료교육
서울대, 부산대, 가톨릭대 등 여러 의과대학의 외과학 교수로 재직하며 남북한 의료 인재 양성에도 공헌했으며, 현재 대한간학회의 전신인 ‘한국간연구회’의 창립(1981)에도 기여했다. 학문적 업적에 대한 공로를 인정받아 1948년 북한에서 국가학위수여위원회의 추천에 따라 박사학위를 수여받은데 이어, 남한에서는 1960년 보건의날 공로상과 1961년 대한의학협회 학술상(대통령상) 등을 수상했다. 또한 그가 간 대량 절제술에 성공한 10월 20일은 '간의 날'로 지정되어 그의 업적을 기리고 있으며, 2006년 과학기술인 명예의 전당에 헌정되었다.

### 봉사활동
그는 최고의 실력을 갖춘 외과의사였지만 평생 낮은 곳에서 청빈한 삶을 살며 어려운 사람들을 위해 인술을 베푼 사회봉사자였다. 1951년 복음진료소(현재의 고신대학교 복음병원)의 개설을 시작으로 청십자사회복지회, 장애자재활협회 등 각종 복지단체를 세우고 1976년에는 청십자병원을 설립하여 소외계층과 지역사회의 복지증진에 헌신했다. 영세민과 장애인들의 복지 증진에도 심혈을 기울여 의료복지사업, 취업 알선, 장학사업, 탁아소 운영 등을 통해 장애인들도 건전한 사회 일원으로서 삶을 누릴 수 있게 하는 등 일생동안 불우한 이웃을 위해 몸소 사랑을 실천했다. 특히, 가난한 환자를 구제하기 위해 1968년 한국 최초의 사설 의료보험조합인 부산 청십자의료협동조합을 설립해 국내 최초의 의료보험조합이자 현행 의료보험제도의 효시를 탄생시켰다. 1976년 청십자의료원을 설립하였다.
기독교 신앙에 기반해 65년간 인술을 베풀며 봉사, 박애, 무소유를 실천했으며, 수술비가 없는 환자를 위해 자신의 돈으로 수술을 해주고, 그 마저 감당할 수 없게 되면 밤에 몰래 환자를 탈출시키기도 했다. 평생 의사로 일하면서 그는 "의사를 한 번도 못 보고 죽어가는 사람들을 위해, 뒷산 바윗돌처럼 항상 서 있는 의사가 되겠다." 라는 명언을 남기기도 하였다. 1976년 국민훈장동백장을, 1979년 막사이사이상(사회봉사부문)을 받았으며, 1995년 세상을 떠나던 해에 인도주의 실천 의사 상 등을 받았다. 평생 자기 집 한 채 가지지 않고 병원 옥상 사택에서 살았던 그는 1995년 12월 25일 성탄절 새벽에 서울백병원에서 85세를 일기로 세상을 떠났다. 
묘지는 경기도 마석의 모란공원 내에 있다. 1996년에 국민훈장 무궁화장이 추서되었으며, 2006년에는 "과학기술인 명예의 전당"에 헌액되었다.
그는 현재까지 이영춘, 문창모, 안영모, 김찬우, 이태석, 안수현 등과 함께 "한국의 슈바이처"라 칭송되고 있다.

### 종교 활동
장기려는 개신교의 장로교 소속 공대위원장(공동대표위원장)이었지만, 무교회주의를 표방하는 함석헌, 김교신 등과 교제했으며, 32년간 무교회주의 성격의 "부산모임" 집회를 자신의 병원 사택(舍宅)과 사무실에서 주관했으며, 무교회주의 교육기관인 풀무농업고등기술학교 후원회장을 맡기도 하였다.

## 가족 관계
- 아버지: 장운섭(張雲燮)
- 어머니: 최윤경(崔允卿)
- 배우자: 김봉숙 (金鳳淑)
- 장남 : 장학용
- 차남: 장가용(張家鏞)

## 수상
- 보건의날 공로상 (부산시장)
- 대한의학협회 학술상 (대통령상)
- 부산시 제1회 선한시민상
- 제4회 보건의날 국민훈장 동백장 (대통령)
- 인도장 금상 (대한적십자사)
- 라몬 막사이사이 사회봉사상
- 제23회 부산시 문화상 (지역사회개발부문상)
- 국제라이온스 인도상
- 인간상록수 (청년지역사회개발상록회)
- 제1회 호암상, 사회봉사부문 (삼성복지재단)
- 자랑스러운 서울대인상 (서울대학교 총장)
- 제4회인도주의실천의사상 (인도주의실천의사협의회)
- 재미한국인의사회 봉사상
- 국민훈장 무궁화장 (대통령)
- 과학기술인 명예의 전당 헌액

## 특기 사항
- 외과 전문의 자격을 사양하고 평생 일반의로 봉직하였다.

## 저서 및 관련서적
- 평화와 사랑 (규장문화사 : 1980. 10. 15)
- 생명과 사랑 (규장문화사 : 1980. 02. 05)
- 나의 회고록
- 외길한평생 (장학사 : 1981. 07. 20)
- 할아버지 손은 약손 (소년 한국일보 : 1992. 10. 01)
- 외과학 (한국외과학연구소 : 1969. 08. 20)
- 간장 및 담관계 질환 (최신의학사 : 1982. 02. 25)
- 아름다운 사람 (문화문고 : 1998 12. 25)
- 위인전기전집 - 한국편 장기려 (래더교육 : 1997. 03. 22)
- 《장기려 - 우리 곁에 살다간 성자》, 김은식 지음, 이윤엽 그림, 봄나무
- 《장기려, 그 사람》/지강유철 지음.홍성사, 2007년 2월 20일 발행

## 참고자료
대한민국 과학기술유공자 홈페이지 
한국의 슈바이처 故 장기려 박사 

## 어록
2007년 발행된 장기려 평전 《장기려, 그 사람》(지강유철 지음, 홍성사)에는 장기려 의학박사의 어원이 각주 내용과 같이 수록되어 있다.

## 같이 보기
- 자랑스러운 부산시민상